# Disporella harmeri
Disporella harmeri är en mossdjursart som först beskrevs av Neviani 1939.  Disporella harmeri ingår i släktet Disporella och familjen Lichenoporidae. Inga underarter finns listade i Catalogue of Life.